# Єжи Жепецький
Єжи Павел Жепецький (пол. Jerzy Paweł Rzepecki; 13 вересня 1902, Підволочиськ — 1978) — польський архітектор.

## Біографія
Народився 13 вересня 1902 року в Підволочиську в родині Ігнатія Жепецького. Закінчив гімназію в Закопаному. Учасник Польсько-української війни на польському боці. Двічі був звільнений від служби, як неповнолітній і двічі повертався на службу. Отримав чин плутонового і призначений шефом кампанії. 1921 року брав участь у Третьому сілезькому повстанні. 1933 року закінчив архітектурний факультет Львівської політехніки. Працював там асистентом. У Львові проживав на вулиці Черешневій, 3. Під час Другої світової війни належав до польського військового підпілля. 
Пізніше жив і працював у Вроцлаві. Займався повоєнною відбудовою. Захоплювався альпінізмом і гірським туризмом у Татрах спільно з братом Збігневом Жепецьким, також архітектором.
Роботи
- Перший етап відбудови костелу святого Войцеха у Вроцлаві (1953—1955).[7]
- Реставрація дому Фридерика Шопена в Душниках.[8]
- Реставрація барокового сиротинця у Вроцлаві, в місцевості Острув Тумський.[8]
- Відбудова промислових об'єктів.[8]